# Granny D
Doris "Granny D" Haddock, född Ethel Doris Rollins 24 januari 1910 i Laconia, New Hampshire, död 9 mars 2010 i Dublin, New Hampshire, var en amerikansk politiker och liberal politisk aktivist från delstaten New Hampshire. Haddock var berömd för att år 1999 ha gått till fots tvärs över USA för att förespråka reformer i reglerna för valkampanjfinansiering, och för att år 2004 ha ställt upp som Demokratiska partiets utmanare mot den sittande republikanske senatorn Judd Gregg. Hon förlorade valet med 34 % av rösterna men är den äldste kandidaten som kandiderat till senaten någonsin. 
Haddocks färd till fots genom landet gick via en sydlig färdväg och tog över ett år att genomföra; den började 1 januari 1999 i södra Kalifornien och slutade i Washington, D.C. 29 februari 2000.
Haddock begärde att få ändra sitt andra förnamn till Granny D, vilket hon sedan länge varit känd under. Den 19 augusti 2004 biföll domare John Maher officiellt Haddocks hemställan i samband med en förhandling i Cheshire Countys arvskiftesdomstol (probate court). Haddock avled den 9 mars 2010, 100 år gammal. 

### Fotnot
1. ↑  ”About Granny D”. Run Granny Run (GrannyD.com). Arkiverad från originalet den 20 oktober 2007. https://web.archive.org/web/20071020033521/http://www.grannyd.com/about-grannyd.html. Läst 23 oktober 2007.